# Walkeria tuberosa
Walkeria tuberosa is een mosdiertjessoort uit de familie van de Walkeriidae. De wetenschappelijke naam van de soort is voor het eerst geldig gepubliceerd in 1867 door Heller.